# Sit Down, Shut Up
Sit Down, Shut Up (Siéntate, Cállate en Español) es una serie de televisión, creada por Mitchell Hurwitz, basada en la comedia australiana del mismo nombre. Fue producida por Tantamount Studios, ITV Studios, 20th Century Fox Television, and Sony Pictures Television. 

## Historia
El creador Mitch Hurwitz tuvo la idea después de que viera la versión original australiana del espectáculo en el año, 2000. Al principio, él había planificado la serie para estar rodada en imagen real. Sin embargo, después no le funcionó el hacerlo en imagen real y quiso cambiar el modo a la animación.El show intenta enfocar la atención de la audiencia en los profesores de una escuela en Knob Haven, Florida. Enviaron a los animadores para tomar muchas imágenes fijas de posiciones fuera, como ellos necesitaron fotos de cada ángulo para su fondo en imagen real. Muchas escenas fueron filmadas en "Eagle Rock High School", mientras las escenas sobre el frente de la escuela fueron filmadas en John Muir High School. 
Al principio la serie fue titulada "Class Dismissed" (Clase Despedida en español). La idea fue tomado por Fox en mayo del 2008.
El programa se estrenó en Fox el 19 de abril del 2009. También se emite la serie en Global (y Fox) en Canadá; Para otras partes del mundo, no se ha dicho una fecha. Fox dejó de emitir los episodios por falta de audiencia y luego la serie fue cancelada.

## Producción
El programa fue desarrollado por Hurwitz, creador de Arrested Development y Eric Tannenbaum y Kim Tannenbaum, de Two and a Half Men. Hurwitz escribió el primer capítulo y decidió tomar el papel de supervisión.
Josh Weinstein, un antiguo escritor de "Los Simpson", es el productor ejecutivo. Bill Oakley, otro escritor de "Los Simpson", estaba al principio a bordo, pero la producción de la serie parada durante mayo del 2008, debido a una discusión de contrato entre el personal y Sony, causó que Oakley termine su participación con el espectáculo. 
Los escritores para el show son Josh Weinstein, Rich Rinaldi, Aisha Muharrar, Alex Herschlag, Laura Gutin, Dan Fybel, Aaron Ehasz, Michael Colton y John Aboud.